# 세 원숭이

일본 닛코시 동조궁의 세 원숭이

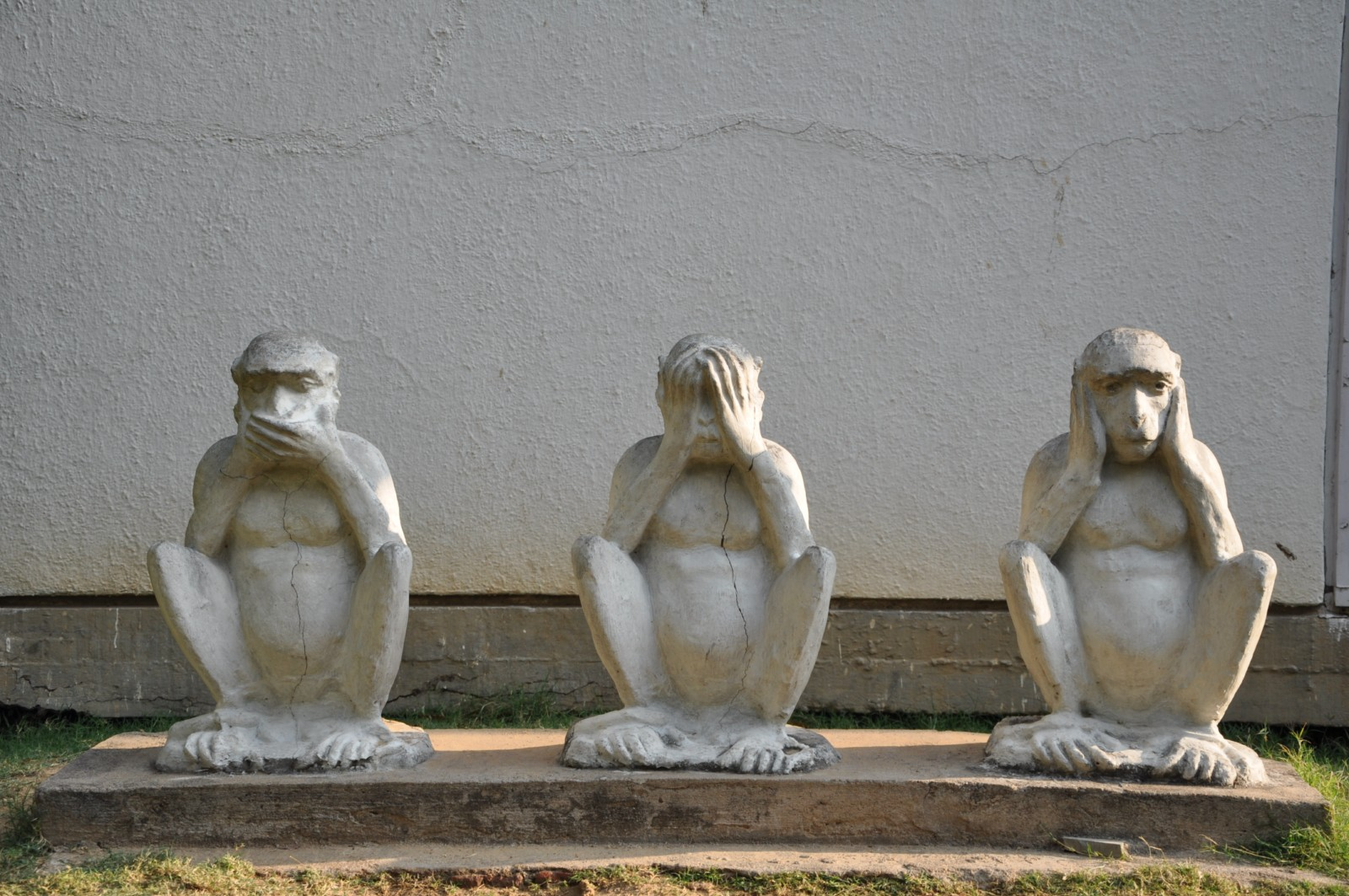
인도 아마다바드의 사바르마티 아슈람에 있는 마하트마 간디의 세 원숭이 조각상 모형.

세 원숭이(일본어: 三猿)는 일본의 격률로, "악을 보지 말고, 악을 듣지 말고, 악을 말하지 말라"라는 속담을 나타내고 있다. 각각의 세 원숭이의 이름과 뜻은 다음과 같다.
- 미자루(일본어: 見猿)는 눈을 가리고 있으며 악을 보지 않는다.
- 키카자루(일본어: 聞か猿)는 귀를 막고 있으며 악을 듣지 않는다.
- 이와자루(일본어: 言わ猿)는 입을 막고 있으며 악을 말하지 않는다.[2]

세 원숭이가 뜻하는 의미는 다양하다. 가령 좋은 마음을 가지고, 좋은 말을 하고, 좋은 행동을 할 것을 뜻하기도 하며, 불의를 보고서도 눈을 돌리는 부적절한 행동을 하는 사람들을 가리킬 때 사용되기도 한다.
일본 이외의 국가들에서 원숭이들 전체의 이름을 미자루, 미카자루, 마자루라기도 하기도 한다. 뒤의 두 이름은 원래 일본어 이름이 왜곡된 것이다. 원숭이들은 일본에 흔한 종인 일본원숭이이다.

## 기원
세 원숭이 그림이 대중화된 것은 17세기 닛코 동조궁의 문에 만들어진 조각이다. 동조궁의 조각을 만든 것은 히다리 진고로(左 甚五郎)이며 공자의 행동 수칙을 원숭이를 이용해 비유하여 그려낸 것으로 여겨진다. 동조궁 조각에는 여덟 개의 판이 있는데, 세 원숭이의 그림은 두 번째 판에 있다.
중국어에는 세 원숭이와 비슷한 구절이 존재한다. 하나는 기원전 4세기에서 2세기경 쓰인 공자의 논어에 나오는 "예가 아니거든 보지도 말고, 듣지도 말고, 말하지도 말고, 움직이지도 말아라"(非禮勿視，非禮勿聽，非禮勿言，非禮勿動)이다. 또 다른 구절은 기원전 3세기경 쓰인 순자에 나오는 "눈으로는 옳지 않은 것을 보려 하지 않고, 귀로는 옳지 않은 것을 들으려 하지 않고, 입으로는 옳지 않은 것을 말하려 하지 않고, 마음으로는 옳지 않은 것을 생각하려 하지 않아야 한다."(使目非是無欲見也，使耳非是無欲聞也，使口非是無欲言也，使心非是無欲慮也)이다. 이러한 중국의 저술이 일본에 전래된 이후 세 원숭이의 모티브가 된 것으로 생각된다.
미나카타 구마구스에 따르면 청면금강과 원숭이의 관계는 인도를 기원으로 하고 있다. 또한 청면금강은 라마야나 설화의 주인공인 라마의 본체인 비슈누 신이 변신한 것이며, 세 원숭이는 라마를 섬기는 하누만의 변형이다. 한편 경신신앙에서는 사람의 악을 감시하여 상제에게 보고하는 세 마리의 벌레인 삼시충을 막기 위해 악행을 보지 않고, 듣지 않고, 말하지 않는 세 마리의 원숭이를 냈다는 설이 있다. 에도 시대 중기에 출판된 화한삼재도회의 '경신'(庚申) 항목에는 세 원숭이의 삽화가 그려져 있다.

## 변형

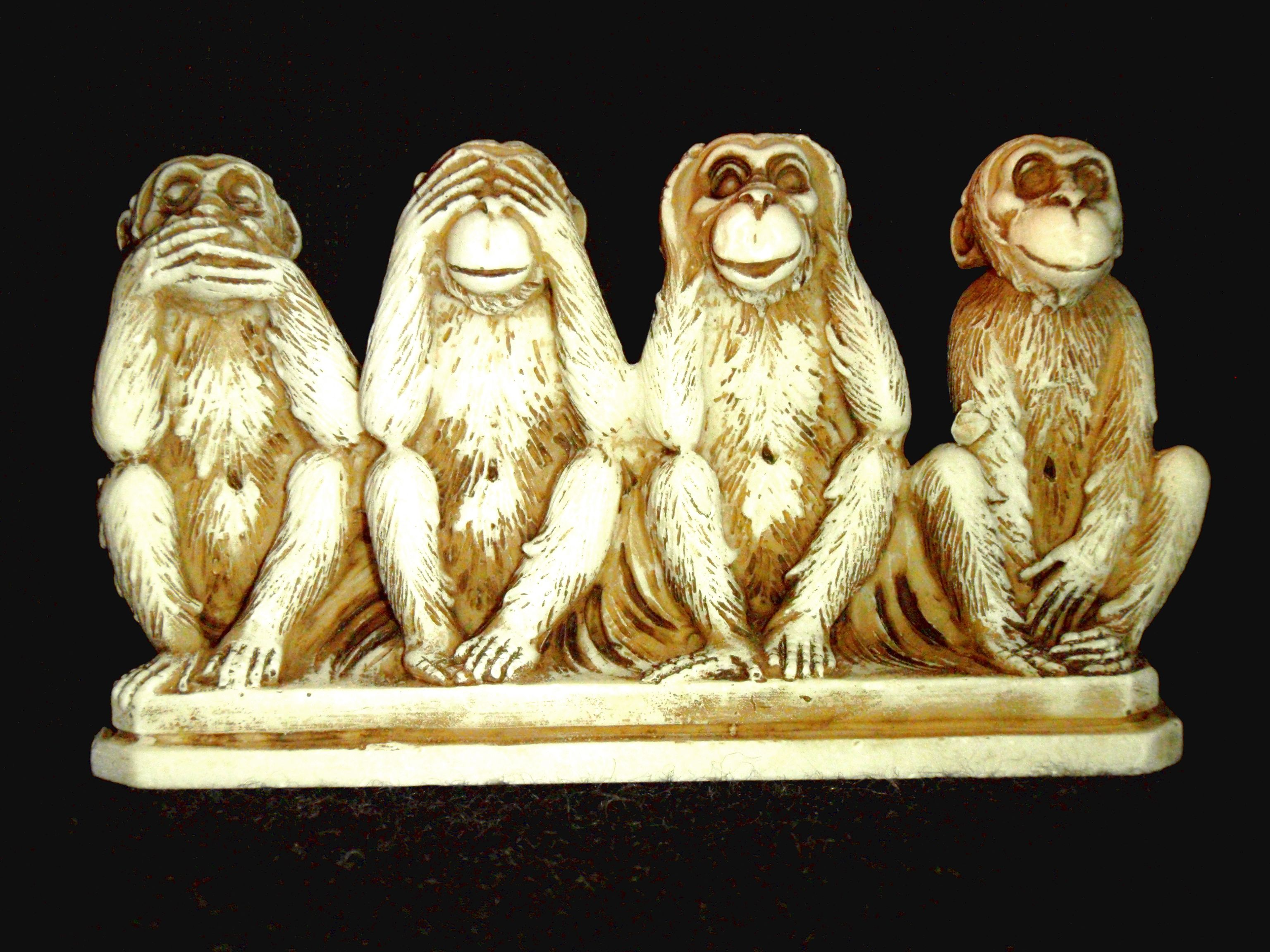
네 원숭이의 조각상. 네 번째 원숭이는 자신의 성기를 가리고 있다.

세자루라고 하는 네 번째 원숭이가 같이 표현된 경우가 있다. 이 원숭이는 논어 원문에도 나와 있던 "악을 행하지 말라"라는 구절을 상징한다. 보통 팔을 교차시키고 있거나 성기를 가리고 있다. 한편 네 번째 원숭이가 코를 막고 있어 "악을 맡지도 말라"를 뜻하기도 한다.

## 유니코드
유니코드에는 세 원숭이를 나타낸 이모지가 존재한다.
- 미자루: U+1F648 🙈 see-no-evil monkey
- 키카자루: U+1F649 🙉 hear-no-evil monkey
- 이와자루: U+1F64A 🙊 speak-no-evil monkey

## 같이 보기
- 라숀 하라
- 삼신 (불교)